# Gymnopogon floridanus
Gymnopogon floridanus är en gräsart som beskrevs av Jason Richard Swallen. Gymnopogon floridanus ingår i släktet Gymnopogon och familjen gräs. Inga underarter finns listade i Catalogue of Life.